# 2008–2009-es magyar női vízilabdakupa
A 2008–2009-es magyar női vízilabdakupa a kilencedik kiírás volt a versenysorozat történetében. A kupára nyolc csapat nevezett. A győzelmet a Bp. Honvéd szerezte meg.

## Eredmények

### Selejtező
november 21-22.
A csoport (Szőnyi út)
| Hely. | Csapat                | M | Gy | D | V | G+ | G– | Gk  | P | Továbbjutás vagy kiesés    |      | DUV  | EGER  | BVSC  | HERA  |
| ----- | --------------------- | - | -- | - | - | -- | -- | --- | - | -------------------------- | ---- | ---- | ----- | ----- | ----- |
| 1.    | Dunaújvárosi Főiskola | 3 | 3  | 0 | 0 | 35 | 24 | +11 | 6 | Továbbjutott az elődöntőbe |      | —    | 9–8   | 14–9  | 12–7  |
| 2.    | Egri VK               | 3 | 2  | 0 | 1 | 37 | 28 | +9  | 4 | Továbbjutott az elődöntőbe |      | 8–9  | —     | 12–10 | 17–9  |
| 3.    | BVSC                  | 3 | 1  | 0 | 2 | 34 | 37 | −3  | 2 |                            |      | 9–14 | 10–12 | —     | 15–11 |
| 4.    | Heraklész válogatott  | 3 | 0  | 0 | 3 | 27 | 44 | −17 | 0 |                            | 7–12 | 9–17 | 11–15 | —     |       |

B csoport (Szentes)
| Hely. | Csapat                 | M | Gy | D | V | G+ | G– | Gk  | P | Továbbjutás vagy kiesés    |      | BHSE | SZEN | UTE  | ASI  |
| ----- | ---------------------- | - | -- | - | - | -- | -- | --- | - | -------------------------- | ---- | ---- | ---- | ---- | ---- |
| 1.    | Bp. Honvéd             | 3 | 2  | 1 | 0 | 49 | 13 | +36 | 5 | Továbbjutott az elődöntőbe |      | —    | 9–9  | 21–3 | 19–1 |
| 2.    | Szentesi VK            | 3 | 2  | 1 | 0 | 46 | 16 | +30 | 5 | Továbbjutott az elődöntőbe |      | 9–9  | —    | 13–5 | 24–2 |
| 3.    | Újpesti TE             | 3 | 1  | 0 | 2 | 17 | 39 | −22 | 2 |                            |      | 3–21 | 5–13 | —    | 9–5  |
| 4.    | Angyalföldi Sprtiskola | 3 | 0  | 0 | 3 | 8  | 52 | −44 | 0 |                            | 1–19 | 2–24 | 5–9  | —    |      |

### Elődöntő
November 29., Eger
| 1. csapat             | Eredmény | 2. csapat  |
| --------------------- | -------- | ---------- |
| Szentesi VK           | 8–10     | Bp. Honvéd |
| Dunaújvárosi Főiskola | 13–3     | Egri VK    |

### Döntő
| 2008. november 30. 11:00 | Bp. Honvéd                                            | 9–7 | Dunaújvárosi Főiskola               | Eger, Bitskey Aladár Uszoda Nézőszám: 250 Játékvezetők: Petik Attila Molnár Péter |
| 2008. november 30. 11:00 | (3–2, 3–1, 1–2, 2–2)                                  |     |                                     | Eger, Bitskey Aladár Uszoda Nézőszám: 250 Játékvezetők: Petik Attila Molnár Péter |
| 2008. november 30. 11:00 | Györe 3 Valkai 2 Takács 2 Kisteleki D. 1 Keszthelyi 1 |     | Primász 3 Szűcs 2 Zsámbok 1 Benkő 1 | Eger, Bitskey Aladár Uszoda Nézőszám: 250 Játékvezetők: Petik Attila Molnár Péter |

Az Bp. Honvéd kupagyőztes csapatának tagjai: Györe Anett, Horváth Patrícia, Keszthelyi Rita, Kisteleki Dóra, Kotsidou Nikoletta, Menczinger Katalin, Menczinger Melinda, Németh Edit, Anna Pardo, Péteri Eszter, Takács Orsolya, Tóth Ildikó, Valkai Ágnes, Zantleitner Krisztina, vezetőedző: Györe Lajos 